# Молодихино
Молодихино — исчезнувшая деревня Торопецкого района Тверской области. Располагалась на территории Пятницкого сельского округа (современное Скворцовское сельское поселение).

## География
Деревня была расположена в 27 километрах (по прямой) к юго-западу от города Торопец. Ближайшими населёнными пунктами являлись деревни Новая Дубровка, Дубровка и Мишино.

## История
Деревня впервые упоминается под названием Молодухина на топографической карте Фёдора Шуберта 1861—1901 годов. Число дворов не обозначено.
В списке населённых мест Псковской губернии за 1885 год значится деревня Молодихино (№ 13437). Располагалась при ключе в 30 верстах от уездного города. Входила в состав Плотиченской волости Торопецкого уезда. Имела 3 двора и 18 жителей.
На карте РККА 1923—1941 годов обозначена деревня Молодихина. Имела 6 дворов.